# Гірськолижний спорт на зимових Олімпійських іграх 1952
Змагання з гірськолижного спорту на зимових Олімпійських іграх 1952 тривали з 14 до 20 лютого. Вперше до програми змагань ввели гігантський слалом, зате прибрали комбінацію (до програми чемпіонатів світу її повернули 1954 року, до програми Олімпійських ігор — 1988-го). Змагання з гігантського слалому та швидкісного спуску відбулись на лижному курорті Нореф'єлл у Кредсгераді, зі звичайного слалому — на пагорбі Редклейва. Водночас це були ще й змагання 12-го чемпіонату світу з гірськолижного спорту. 

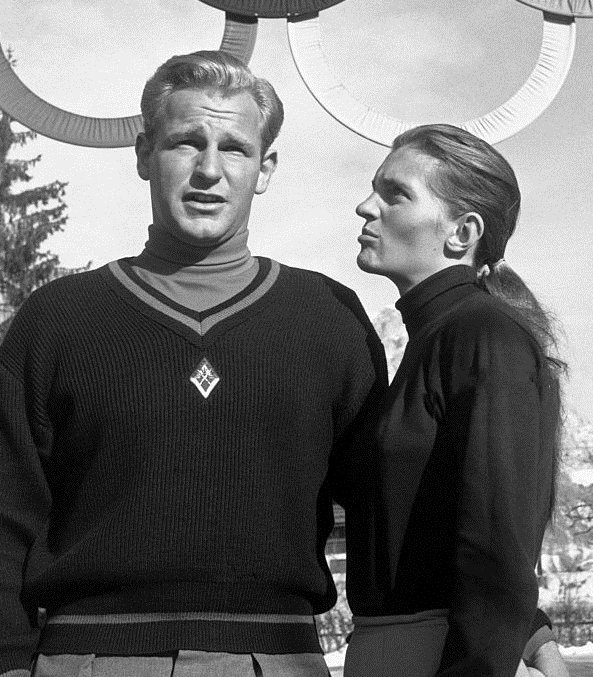
Андреа Мід-Лоуренс (праворуч) виграла дві золоті медалі на Іграх 1952 року, а її чоловік Девід посів 35-ме місце в гігантському слаломі

## Чемпіони та призери

### Таблиця медалей
| Місце               | Країна              | Золото | Срібло | Бронза | Загалом |
| ------------------- | ------------------- | ------ | ------ | ------ | ------- |
| 1                   | Австрія             | 2      | 3      | 2      | 7       |
| 2                   | США                 | 2      | 0      | 0      | 2       |
| 3                   | Норвегія            | 1      | 1      | 1      | 3       |
| 4                   | Італія              | 1      | 0      | 1      | 2       |
| 5                   | Німеччина           | 0      | 2      | 2      | 4       |
| Загалом (5 збірних) | Загалом (5 збірних) | 6      | 6      | 6      | 18      |

### Чоловіки
| Дисципліна         | Золото                   | Золото | Срібло                    | Срібло | Бронза                    | Бронза |
| ------------------ | ------------------------ | ------ | ------------------------- | ------ | ------------------------- | ------ |
| Швидкісний спуск   | Дзено Коло · Італія      | 2:30.8 | Отмар Шнайдер · Австрія   | 2:32.0 | Христіан Правда · Австрія | 2:32.4 |
| Гігантський слалом | Стейн Еріксен · Норвегія | 2:25.0 | Христіан Правда · Австрія | 2:26.9 | Тоні Шпіс · Австрія       | 2:28.8 |
| Слалом             | Отмар Шнайдер · Австрія  | 2:00.0 | Стейн Еріксен · Норвегія  | 2:01.2 | Ґутторм Берґе · Норвегія  | 2:01.7 |

### Жінки
| Дисципліна         | Золото                       | Золото | Срібло                       | Срібло | Бронза                       | Бронза |
| ------------------ | ---------------------------- | ------ | ---------------------------- | ------ | ---------------------------- | ------ |
| Швидкісний спуск   | Труде Йохум-Байзер · Австрія | 1:47.1 | Аннемаріе Бухнер · Німеччина | 1:48.0 | Джуліана Мінуццо · Італія    | 1:49.0 |
| Гігантський слалом | Андреа Мід-Лоуренс · США     | 2:06.8 | Дагмар Ром · Австрія         | 2:09.0 | Аннемаріе Бухнер · Німеччина | 2:10.0 |
| Слалом             | Андреа Мід-Лоуренс · США     | 2:10.6 | Оссі Райхерт · Німеччина     | 2:11.4 | Аннемаріе Бухнер · Німеччина | 2:13.3 |

## Опис траси
| Дата        | Спуск                         | Висота старту | Висота фінішу | Перепад висот | Довжина спуску | Середній нахил |
| ----------- | ----------------------------- | ------------- | ------------- | ------------- | -------------- | -------------- |
| Суб 16 лют  | Швидкісний спуск - чоловіки   | 940 м         | 190 м         | 750 м         | 2.600 км       | 28,8%          |
| Нед 17 лют  | Швидкісний спуск - жінки      | 710 м         | 325 м         | 385 м         | 1.350 км       | 28,5%          |
| П'ят 15 лют | Гігантський слалом - чоловіки | 675 м         | 190 м         | 485 м         | 1.750 км       | 27,7%          |
| Чет 14 лют  | Гігантський слалом - жінки    | 710 м         | 375 м         | 335 м         | 1.200 км       | 27,9%          |
| Вів 19 лют  | Слалом - чоловіки             | 479 м         | 310 м         | 169 м         | 0.422 км       | 40,0%          |
| Сер 20 лют  | Слалом - жінки                | 479 м         | 310 м         | 169 м         | 0.422 км       | 40,0%          |

Джерело:

## Країни-учасниці
У змаганнях з гірськолижного спорту на Олімпійських іграх в Осло взяли участь спортсмени 28-ми країн.
| - Аргентина - Австралія - Австрія - Бельгія - Болгарія - Канада - Чилі | - Фінляндія - Франція - Німеччина - Велика Британія - Греція - Угорщина - Ісландія | - Італія - Японія - Ліван - Нідерланди - Нова Зеландія - Норвегія - Польща | - Португалія - Румунія - Іспанія - Швеція - Швейцарія - США - Югославія |